# Centaurea heterocarpa
Centaurea heterocarpa — вид квіткових рослин айстрових (Asteraceae). Ендемік Лівану.